# JAMA Ophthalmology
JAMA Ophthalmology (skrót: JAMA Ophthalmol.) – naukowe czasopismo okulistyczne o zasięgu międzynarodowym; wydawane w Stanach Zjednoczonych od 1869.
Tytuł należy do JAMA Network - rodziny amerykańskich czasopism medycznych wydawanych przez American Medical Association - do której należy tygodnik Journal of the American Medical Association (JAMA) oraz kilkanaście czasopism specjalistycznych; w tym „JAMA Ophthalmology” (pozostałe periodyki z tej rodziny to m.in. JAMA Cardiology, JAMA Dermatology, JAMA Internal Medicine, JAMA Pediatrics, JAMA Psychiatry oraz JAMA Surgery). Periodyk jest recenzowany i publikuje prace oryginalne, komentarze, obserwacje kliniczne, artykuły redakcyjne (edytoriale) oraz korespondencje. Ukazuje się w cyklu tygodniowym (co czwartek) w wersji online oraz w formie 12 wydań w ciągu roku, które dostępne są zarówno w wersji online jak i drukowanej. Artykuły na stronie www czasopisma notują rocznie ponad 2,2 miliona wyświetleń i pobrań. Wersje online publikacji są co do zasady dostępne bezpłatnie dla instytucji z krajów rozwijających się w ramach programu WHO Hinari Access to Research for Health. Rocznie do publikacji zgłaszanych jest ok. 1 200 prac, z czego 20 proc. jest akceptowana. Wszystkie istotne prace są publikowane najpierw w wersji online.
Publikacje dotyczą zarówno kwestii podstawowych, jak i badań klinicznych dotyczących działania i zaburzeń ludzkiego oka oraz procesu widzenia i schorzeń z tym związanych; metod diagnostycznych stosowanych w okulistyce, technik mikrochirurgicznych, nowych narzędzi i leków oraz sposobów leczenia schorzeń oka i widzenia.
Redaktorem naczelnym (ang. editor-in-chief) „JAMA Ophthalmology" jest Neil M. Bressler z Johns Hopkins School of Medicine. W skład rady redakcyjnej (ang. editorial board) oraz komitetu doradczego (ang. advisory committee) czasopisma wchodzą głównie profesorowie okulistyki z różnych ośrodków akademickich w USA.
Pismo ma współczynnik wpływu impact factor (IF) wynoszący 5,6 (2016) oraz wskaźnik Hirscha równy 164. W międzynarodowym rankingu SCImago Journal Rank (SJR) mierzącym wpływ, znaczenie i prestiż poszczególnych czasopism naukowych „JAMA Ophthalmology" zostało sklasyfikowane na 5. miejscu wśród czasopism okulistycznych (na podstawie średniej liczby ważonych cytowań w latach 2013–2015). W polskich wykazach czasopism punktowanych przez Ministerstwo Nauki i Szkolnictwa Wyższego czasopismo otrzymało kolejno: 40 pkt (2015), 45 pkt (2016) oraz 140 pkt (2019).